# Garijp
Garijp (officieel en Fries: Garyp, [ɡa’rip]) is een dorp in de gemeente Tietjerksteradeel, in de Nederlandse provincie Friesland.
Garijp ligt ten zuidoosten van Leeuwarden en ten zuidwesten van Bergum en Suameer. Onder het dorp vallen ook de buurtschappen Iniaheide en Siegerswoude. In 2023 telde het dorp, inclusief de buurtschappen, 1.905 inwoners.

## Geschiedenis
Garijp lag waarschijnlijk van oorsprong iets zuidwestelijker dan waar het nu ligt. Het dorp is ontstaan in het randgebied van een heidegebied, de Iniaheide. Aan de De Broek in de Broekpolder zijn restanten van een kerk gevonden die er ook op wijzen dat het dorp rond die plek heeft gelegen. Het dorp werd in 1325/36 vermeld als Garipe, in 1482 als Garyp en in 1579 als Garrijp.
De plaatsnaam geeft aan dat het dorp ('ga') op de rand (Oudfries; 'Ripe') van een zandrug lag, waarschijnlijk op soort van eilandje.

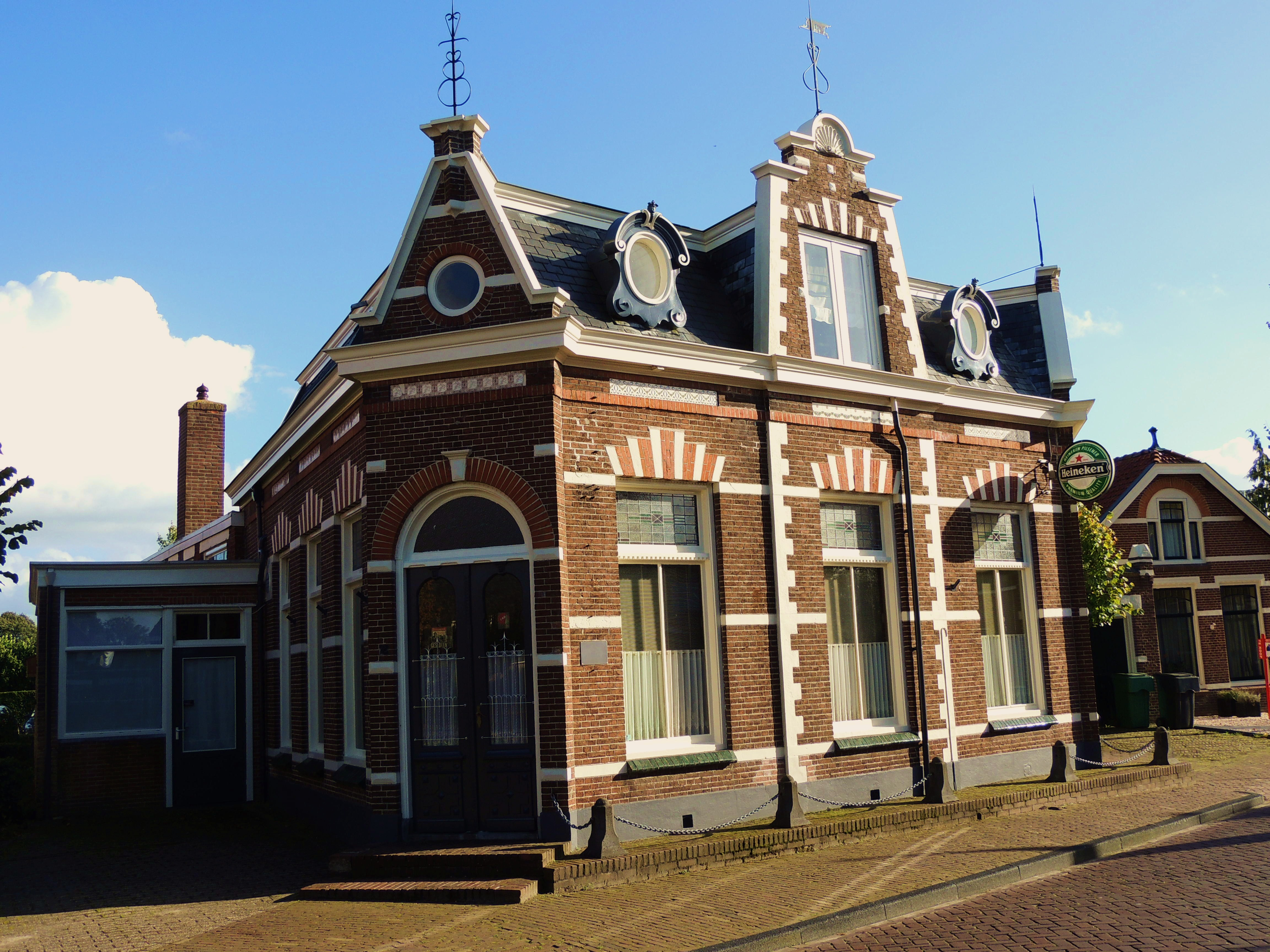
Café

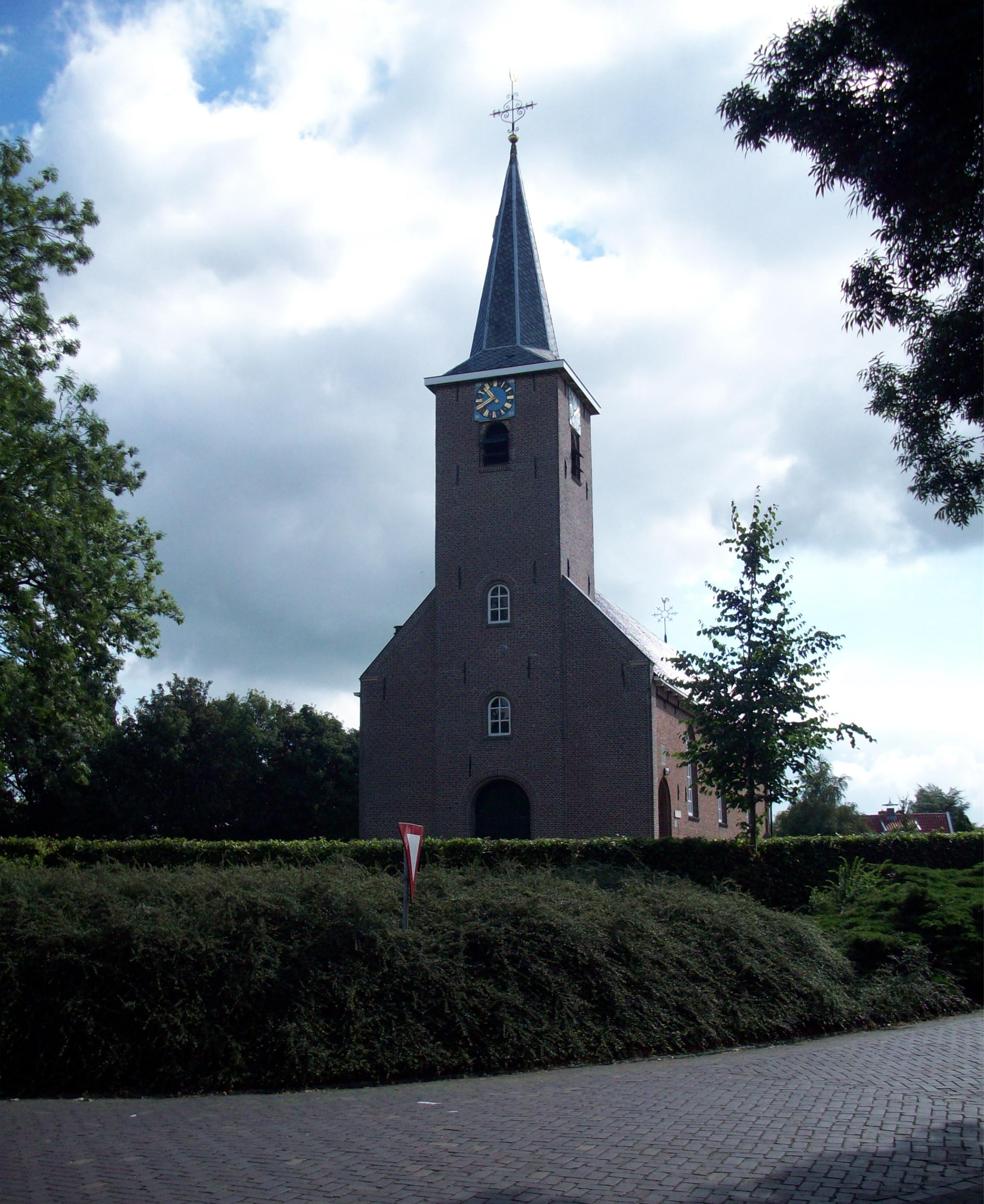
Petruskerk

## Windmotor
Aan de rand van het dorp staat bij de ijsbaan een Amerikaanse windmotor.

## Cultuur
Sinterklaas wordt in Garijp op een speciale manier gevierd: op de dag dat hij is aangekomen gaan de kinderen in de avond langs de deuren, verkleed als piet of Sinterklaas.

## Sport
Het dorp kent de voetbalvereniging V en V '68. Ook korfbal, tennis en gymnastiek wordt beoefend onder de naam V&V. Daarnaast is er nog tennisvereniging It Akkerlân.

## Geboren in Garijp
- Jacob Lub (1868), Zuid-Afrikaans schrijver
- Christiaan Paulus van Essen (1901), burgemeester
- Klaas Koster (1910), burgemeester
- Pieter Tjeerdsma (1916), politicus
- Jan van der Meer (1932), burgemeester
- Geart Benedictus (1952), politicus

## Bijnamen

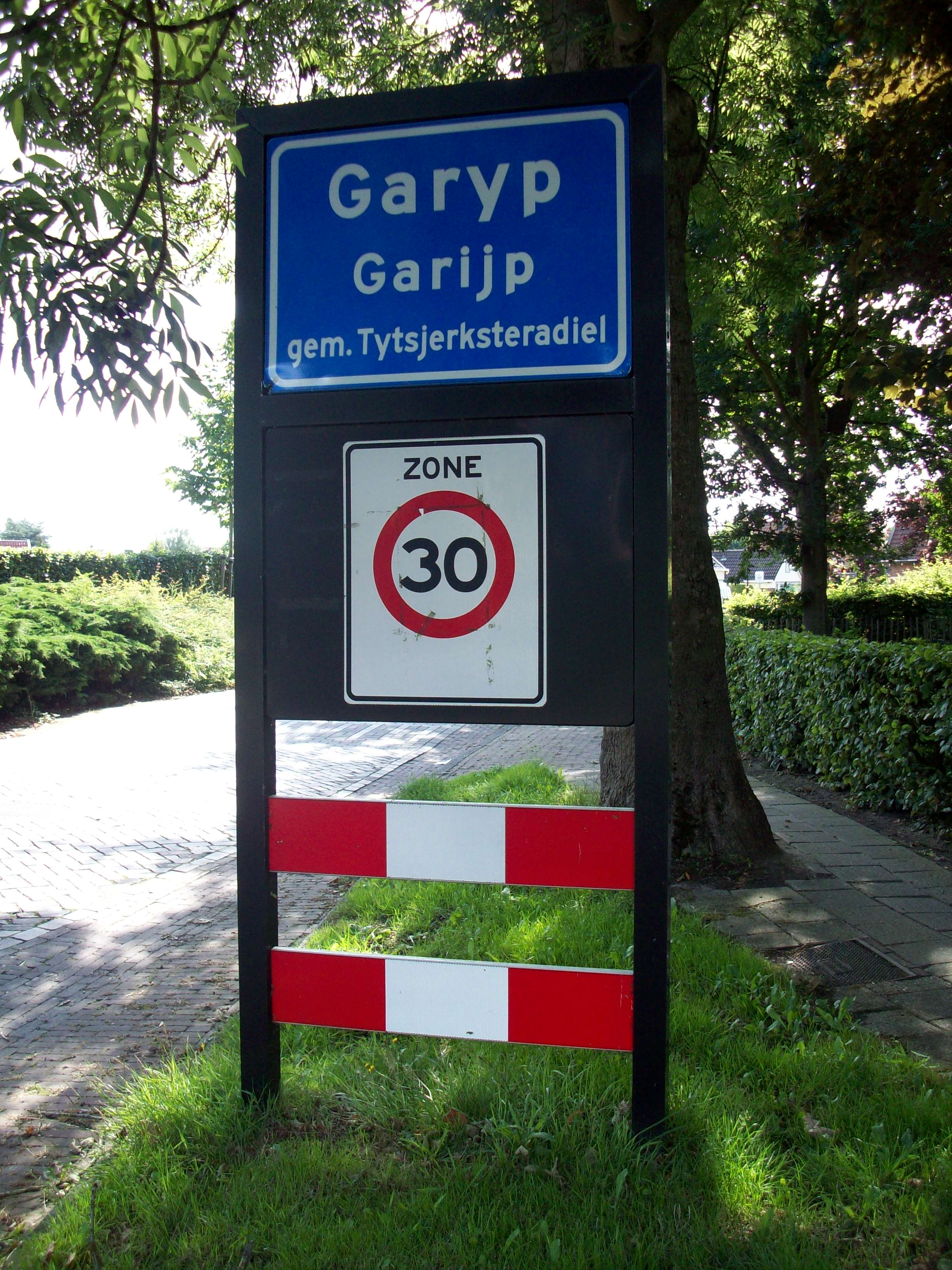
Kombord

- Sommige inwoners van Garijp worden sânmigers genoemd, dat zandplassers betekent. Een andere naam die in omloop is, is klitsefretters. Deze termen worden anno 21ste eeuw vooral gebruikt als grappige benaming voor Garijpers die in het dagelijks leven weinig tot niets uitvoeren.

## Bevolkingsontwikkeling
| 1998 | 1999 | 2000 | 2001 | 2003 | 2004 | 2005 | 2006 | 2007 | 2009 | 2013 | 2018 | 2019 | 2021 | 2023 |
| ---- | ---- | ---- | ---- | ---- | ---- | ---- | ---- | ---- | ---- | ---- | ---- | ---- | ---- | ---- |
| 1893 | 1911 | 1888 | 1854 | 1877 | 1875 | 1886 | 1887 | 1902 | 1922 | 1580 | 1860 | 1885 | 1895 | 1905 |